# Gravador Siphon

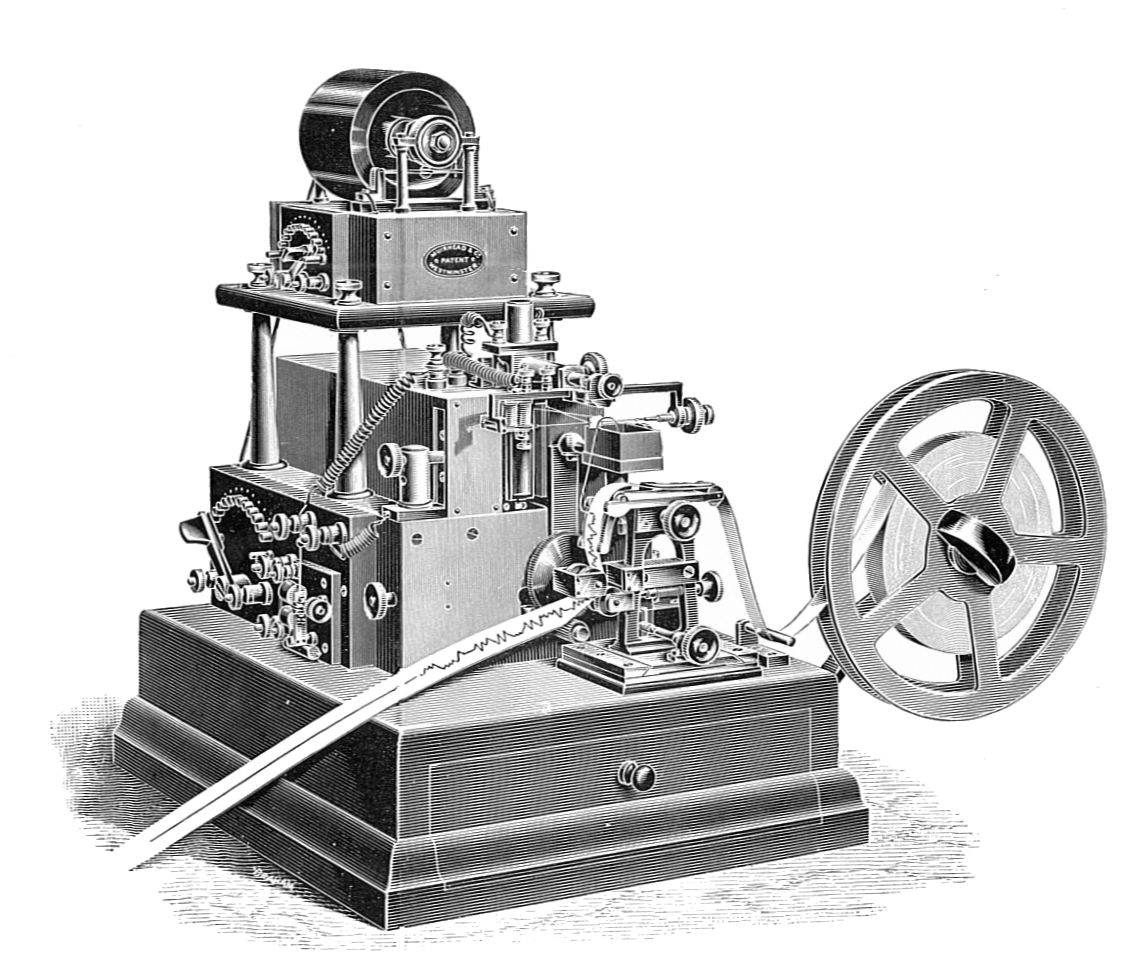
Gravador Siphon Muirhead

O Syphon ou gravador Siphon é um dispositivo eletromecânico obsoleto utilizado como receptor para cabos de telégrafo submarinos, foi inventado por William Thomson, 1º Barão Kelvin em 1867. Ele registra automaticamente uma mensagem de telégrafo recebida como uma oscilação em um rolo de papel. Mais tarde,um telegrafista profissional poderia ler a fita, traduzindo os pulsos que representam os "pontos" e "traços" do código Morse no texto para caracteres alfanuméricos
O gravador Siphon substituiu o galvanômetro como o instrumento padrão de recebimento para os cabos submarinos, permitindo cabos longos trabalhar com apenas alguns volts, na extremidade de envio. A desvantagem do galvanômetro era que ele necessitava de dois operadores: um atento para ler e interceptar o sinal, e outro para escrever os caracteres recebidos. Seu uso expandiu-se para linhas comuns de telégrafo e receptores de radiotelégrafo. Uma grande vantagem do gravador foi que não havia necessidade de um operador para monitorar a linha, constantemente esperando por mensagens. A fita de papel conservava um registro da mensagem real antes de traduzir para o texto, portanto, erros na tradução poderiam ser verificados e corrigidos.

## O sifão eletrostático de Kelvin

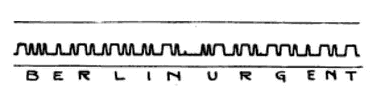
Exemplo de mensagem de radiotelégrafo registrada no papel por um gravador Siphon no centro de recepção da RCA localizado na cidade de Nova York em 1920.

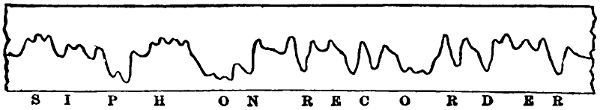
Devido a má qualidade da transmissão de longas linhas de telégrafo, a fita de papel era frequentemente difícil de ser lida.

O sifão e o reservatório de tinta estão juntos, apoiados em um suporte de ebonite, separado do resto do aparelho, e isolados deste. Esta separação permite à tinta ser eletrificada para um alto potencial, enquanto o corpo do instrumento (incluindo o papel e o suporte) estão ligados à terra e com baixo potencial. A tendência de um corpo carregado é se deslocar de um lugar com maior potencial para um lugar de menor potencial e, consequentemente, a tinta tende a fluir para baixo, para que o suporte de escrita. A única forma de escape para a tinta é pelo fino corpo do sifão, e enquanto ela flui, consequentemente marca o papel. A repulsão natural entre suas partículas faz com que a tinta saia em spray. À medida que o papel se move nas polias, uma delicada linha é traçada: reta quando o sifão está em repouso, mas curva quando o sifão é puxado de um lado para outro pelas oscilações dos sinais da bobina.

## Registrador de vibração de Muirhead

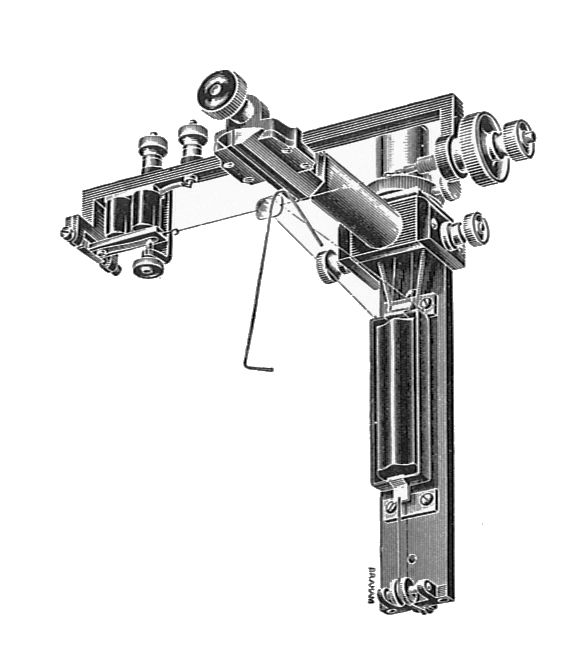
Mecanismo de Muirhead

Um mecanismo mais simples foi desenvolvido por Alexander Muirhead. Este faz uso de uma "caneta" vibratória para evitar o problema da tinta aderir ao papel. A "caneta" foi suspensa em um fino fio, vibrado por um eletroímã semelhante ao de uma campainha, para quebrar o contato com o papel.